# Leon Flach
Leon Flach (Humble, Texas, 28 de febrero de 2001) es un futbolista germano-estadounidense que juega de centrocampista en el Jagiellonia Białystok de la Ekstraklasa polaca.

## Carrera
Su carrera comenzó en el F.C. San Pauli donde solo debutó con el primer equipo en nueve ocasiones, aunque jugó prácticamente en las categorías inferiores y las reservas del club alemán. Después se fue traspasado al Philadelphia Union donde disputó dos temporadas en Estados Unidos. En 2025 se unió al Jagiellonia Białystok de la Ekstraklasa de Polonia.

## St Pauli
Estuvo vinculado al club desde la cantera pero solo jugó como profesional en 9 ocasiones en el año  2020/21 en los que metio 1 gol 
| Equipos             | Temp    | PJ |   |   |   |   |
| ------------------- | ------- | -- | - | - | - | - |
| St. Pauli II        | 2020/21 | 3  | 1 | 0 | 0 | 0 |
| FC St. Pauli        | 2020/21 | 9  | 1 | 0 | 0 | 0 |
| St. Pauli Sub-19    | 2019/20 | 19 | 1 | 0 | 2 | 0 |
| St. Pauli Sub-19    | 2018/19 | 24 | 3 | 0 | 2 | 0 |
| St. Pauli Sub-19    | 2017/18 | 3  | 0 | 0 | 0 | 0 |
| FC St. Pauli Sub-17 | 2017/18 | 23 | 4 | 0 | 4 | 0 |

## Philadelphia Union
Lleva 2 años vinculado al club donde fue traspasado a este por  0,3 M 
| Equipos            | Temp    | PJ |   |   |   |   |
| ------------------ | ------- | -- | - | - | - | - |
| Philadelphia Union | 2021/22 | 38 | 1 | 1 | 4 | 0 |
| Philadelphia Union | 2020/21 | 43 | 1 | 2 | 4 | 0 |